# Олена Самаріна
Олена Самаріна (уродж. Олена Георгіївна Воложаніна (Вологжаніна, Вологжанінова); 16 грудня 1927, Омськ, СРСР — 4 травня 2011, Мадрид, Іспанія) — іспанська актриса.

## Біографія
Народилася в Омську. Після закінчення школи вступила до Московського театрального училища, яке закінчила в середині 1950-тих. У студентські роки вийшла заміж за сина іспанських емігрантів Хуана Мануеля Лопеса Іглесіаса, який навчався в художньому училищі. Незабаром разом з ним переїхала до Іспанії.
Почала зніматися у кіно в 1958 році в невеликих ролях. З середини 1960-тих років почалала зніматися в експлуатаційних фільмах. Одна із перших головних ролей Олени Самаріної — наглядачка підпільної біржі з работоргівлі мадам Вієра у фільмі «Дім тисячі ляльок» (1967).
Маючи худорляву постать, витягнуте обличчя, холодний погляд, Самаріна грала аристократок і «готичних дам». Знімалася в таких фільмах жахів, як: «Будинок в тумані», «Таємнича людина», «Мовчання могили», «Дочка Дракули», «Таємниця червоного замку», «У тіні вбивці». Грала в декількох фільмах Хесуса Франко.
Одна із небагатьох «серйозних» ролей Самаріної — місіс Хіббінс у фільмі Віма Вендерса «Червона літера» (1973).
Всього впродовж 1958—1979 років у її фільмографії значиться понад 60 кінострічок. Пізніше Олена Самаріна знімалася рідше, в 1980—2011 роках взяла участь в 17 фільмах і серіалах.
Померла в 2011 році у віці 83 років.